# Dale Begg-Smith
Dale Begg-Smith, född 18 januari 1985 i Vancouver, Kanada, är en australisk freestyleskidåkare.
Begg-Smith är ursprungligen kanadensare och tävlade som tonåring för Kanada. Som 15-åring flyttade han till Australien och blev så småningom australisk medborgare. Han tog guld i OS i Turin 2006 i puckelpist, vilket gjorde honom till den tredje australiern någonsin att vinna guld i ett vinter-OS.